# Gil Evans
Gil Evans (Toronto, Canadà, 13 de maig de 1912 - Cuernavaca, Mèxic, 20 de març de 1988) fou un compositor, director, arranjador i pianista de Jazz.
Va néixer amb el nom d'Ian Gilmore Ernest Green, canvià el nom ben aviat pel d'Evans, el nom del padrastre. La seva família es mudà a Stockon (Califòrnia), on passà la major part de la joventut. Evans acomplí un paper fonamental en el desenvolupament del cool jazz, modal jazz, free jazz i Jazz rock i col·laborà àmpliament amb Miles Davis.
Des de 1946, va viure i treballar principalment en la ciutat de Nova York. Entre 1941 i 1948, treballà d'arranjador de l'orquestra de Claude Thornill. Vivia en un modest soterrani darrere d'un apartament xinès on rentaven roba de la ciutat de Nova York, el qual aviat es convertí en comptes de trobada per als músics que cercaven desenvolupar nous estils musicals fora de l'estil Bebop dominant aquells temps. Inclòs el principal intèrpret i executant de bebop Charlie Parker també i assistia. El 1948 Evans junt amb Miles Davies, Gerry Mulligan, i altres, col·laboraren en una banda d'un llibre de noneto.
El grup fou contractat per una setmana en el "Royal Roost" com a teloners de l'orquestra de Count Basie entre el 1949 i 1950 feren 12 enregistraments de nonetos en tres sessions.
Més tard, mentre Davies fou en virtut d'un contracte a la Columbia records, el productor George Avakian suggerí a Davis que treballes amb més arranjadors. Davis elegí immediatament l'Evans. De la col·laboració en sorgiren tres àlbums Miles Ahead (1957), Porgy and Bess (1958), i Esborranys d'Espanya (1960). Una altra col·laboració d'aquests període Silencioses Nits (1962) es publica més tard, en contra dels desigs de Davis, que llavors trencà durant un cert temps amb el productor Teo Macero com a conseqüència d'aquest afer.
Malgrat que aquests quatre registres foren comercialitzats principalment sota el nom de Davis (i crèdits de Miles Davis i Gil Evans Big Band), la contribució d'Evans va ser tan important com la de Davis. Llur treball junt en Davis de la clàssica big band de jazz els estils arranjats per Davis els interpretava sol. Evans també contribuí darrere l'escena amb Davis en els àlbums de quintet clàssic de la dècada del 1960.
De 1957 endavant Evans enregistraria amb el seu nom propi, el Big Stuff (1957, també conegut com a Gil Evans & Ten). New Bottle Old Wine i Great Jazz Standards (alies Pacific Standard Time, 1957-58) Dels millors (1960), i The Individualism Of Gil Evans (1964). Entre els solistes que figuren en aquests registres foren Lee Konitz, Steve Lacy, Johnny Coles i Cannonball Adderley. El 1965 organitzà la gran banda amb pistes de Kenny Burrell's amb l'àlbum Guitar Forms. Evans agafa amb força la càlida música d'America Llatina i Brasilera. El 1966 enregistrà un especial àlbum "Llatí" amb la seva orquestra, Look To The Rainbow, pel cantant brasiler Astrud Gilberto.
Evans viatjà molt durant des de 1972 a 1987, treballant en l'organització de concerts i festivals, viatjà dues vegades al Japó una d'elles amb Jaco Pastorius.
Per una home de la seva formació i generació, Evans fou sorprenentment obert a noves orientacions en la música popular. En el decenni de 1970, a partir de Davis i molts altres músics de jazz, Evans treballà en el free jazz i modismes del jazz-rock, i varen assolir una nova generació d'admiradors.
Evans tenia un particular interès en la labor del guitarrista de rock Jimi Hendrix. La mort de Hendrix el 1970 feu impossible una reunió programada amb Evans per discutir que Hendrix portes una big band dirigida per Evans. El 1975 llençà un àlbum dels seus arranjaments de música de Hendrix. El 1986, Evans, produí i organitzà la banda sonora del film del llibre de Colin Mac Innes, Absolute Beginnes, per tant treballava amb artistes contemporanis com Sade Adu, Patsy Kensit, Eight Wonder, Jerry Dammers, Smiley Culture, Edward Tudor-Pole, i en particular, David Bowie.
El 1987, Evans enregistrà un CD en viu amb Sting amb arranjaments de big-band de cançons per i amb la policia.
L'abril de 1983, l'Orquestra de Gil Evans li feren reservar el Sweet Basil club de jazz (Greenwich Village, Nova York), pel propietari i productor de jazz del Seet Basil Horst Liepolt. Debutà un dilluns al vespre i aquest compromís durà més de cinc anys i donà lloc a un successiu nombre d'àlbums entre ells: Gil Evans and the Monday Night Orchestra (produït per Horst Liepolt). Un d'aquests àlbums, Bud & Bird, guanyà el Premi Grammy per la millor interpretació instrumental de jazz en concert, Big Band 1989.
El 1986, Evans fou posat a la llista de Jazz Up Beat Salo de la Fama.

## Discografia
- Gil Evans & Ten (1957)
- New Bottle Old Wine (1958)
- Great Jazz Standards (1959)
- Out of the Cool (1960)
- Into the Hot (1961). Malgrat que el crèdit d'aquest àlbum fou atribuït a l'orquestra de Gil Evans, el fet és que l'aportació de tot el material fou de Cecil Taylor i John Carisi, sense la participació real de Gil Evans.
- The Individualism de Gil Evans (1964)
- Verve Jazz Masters 23: Gil Evans (1963–1964)
- Guitar Forms (1965) (amb Kenny Burrell)
- Look To The Rainbow (1966) (amb Astrud Gilberto)
- Blues In Orbit (1971)
- Svengali (1973)
- Plays the Music de Jimi Hendrix (1975)
- There Comes a Time (1975)
- Priestess (1977)
- Little Wing (1978)
- Live at the Public Theater Volume 1 & 2 (1980)
- Live at Sweet Basil (1984–1986)
- Farewell (1986)
- Bud and Bird (1986) (guanyador Premi Grammy 1989)
- Absolute Beginners film soundtrack (1986)
- Live at Umbria Jazz: Volume 1 & 2 (1987)
- 75th Birthday Concert (1987)
- Paris Blues (1987) (duet amb Steve Lacy)
- Last Session (1987) (Sting)
- A Tribute to Gil (1988)